# Petcube
Petcube — американська компанія, яка виробляє ґаджети для власників домашніх тварин, найкращий hardware-стартап Європи 2014 року за версією The Europas, найперспективніший український стартап 2013 року за версією Ain, а також найкращий український стартап 2013 року за рейтингом iForum. Перший продукт компанії — Petcube — це пристрій, що дозволяє через мобільний додаток дистанційно стежити, розмовляти і грати у лазерні ігри із домашнім улюбленцем.
Проєкт був профінансований за допомоги Кікстартеру. Випуск першої партії ґаджетів було заплановано на жовтень 2014 року. Із жовтня 2015 року ґаджет вже можна було замовити і в Україні.

## Історія
Компанія Petcube Inc. була заснована у вересні 2012 року Ярославом Ажнюком, Олександром Нескіним та Андрієм Кльоном. Ідея створення компанії виникла у Олександра Нескіна, коли він шукав спосіб розважити свого собаку на ім'я Роккі.
Восени 2013 року компанія отримала початкове фінансування від SOSventures, в рамках своєї участі в програмі акселератора HAXLR8R та від Семена Дукача.
У жовтні 2013 року Petcube запустили кампанію на Кікстартері. Проєкт досяг своєї мети у $100 000 протягом тижня. За підсумками кампанії Petcube зібрав $251 000, ставши найуспішнішим українським проєктом на Kickstarter і найуспішнішим краудфаундинговим проєктом для тварин на той час.
У жовтні 2017 року проєкт залучив 10 млн доларів від венчурних фондів Almaz Capital, AVentures і бізнес-інкубатора Y Combinator. У червні стартап придбав канадську компанію PetBot і вивів на ринок друге покоління пристрою для домашніх тварин Petcube Play та розумну годівницю Petcube Bites.
У компанії працює понад 60 співробітників. Petcube має представництва у Сан-Франциско, де працює 12 співробітників, та Шеньчжені — 5. Розробка Android та IOS додатків відбувається в Києві.

## Продукція
Petcube — це куб розміром 10х10х10 сантиметрів, що містить ширококутну камеру, лазерну вказівку, мікрофон та динамік. Він підключається до домашньої мережі Wi-Fi і дозволяє користувачам бачити своїх улюбленців, розмовляти та гратися з ними за допомоги смартфону. Перше покоління гаджетів називалося Petcube Camera, друге — Petcube Play.
27 березня 2014 року Petcube випустили додаток на iOS, що дозволяє публікувати фотографії свого улюбленця, додавати в друзі і стежити за оновленнями інших любителів тварин, залишатися на зв'язку за допомоги push-повідомлень і ділитися фотографіями в Facebook, Instagram та Twitter.
Можливість гратися з тваринами та інші функції, пов'язані з пристроєм Petcube, стали доступні в додатку після виходу ґаджету.
У червні 2017 року стартап вивів на ринок Petcube Bites — камеру з годівничкою для тварин.
Продукти компанії продають понад 2500 тис. фізичних магазинів у США, а також Amazon. Petcube продає свою продукцію в Японії, Великій Британії, Австралії, Канаді.
25 травня 2023 року СЕО компанії Анастасія Кухар повідомила, що тепер українці також зможуть офіційно купувати продукцію компанії Petcube Cam і Petcube Bites 2 Lite в Україні.

## Нагороди
- 2014 року Petcube переміг у престижному європейському конкурсі стартапів Europas у категорії «Найкращий hardware-стартап».[15][1]
- Також Petcube переміг у конкурсі «6 about to break» від Macworld,[17] розділивши перше місце з Avegant Glyph[що це?].
- В 2016 році компанія зайняла 14-е місце в рейтингу найінноваційніших компаній України за версією сайту forbes.net.ua.[18]